# 20XX
20XX est un jeu vidéo de plateforme d'action indépendant de roguelike développé par le studio indépendant américain Batterystaple Games. La version en accès anticipé a été publiée sur Microsoft Windows sur Steam le 12 octobre 2016, et le jeu est officiellement sorti le 16 août 2017. Une suite, 30XX (en) est sorti en 2021.

## Système de jeu
Inspirés par la franchise Mega Man X, les joueurs doivent tirer et détruire leurs ennemis et relever des défis de plateforme difficiles pour terminer le niveau. Ces étapes sont générées de manière aléatoire et permettent également une coopération locale et en ligne. Au lieu de donner plusieurs vies, le jeu a un système de mort permanente, mais il est possible de récupérer des "Soul Chips" au cours de niveau pour débloquer de nouveaux types de mises à jour passives à acheter, et les mises à niveau de gain pour la prochaine tentative de cette exécution particulière.
Durant ces niveaux, les joueurs peuvent utiliser des boulons gagnés comme monnaie pour acheter des améliorations passives, ou pour récupérer de la santé ou de l'énergie dans des distributeurs automatiques. Ils peuvent également trouver des améliorations dans des coffres au trésor et d'autres endroits. En battant un boss, le joueur peut choisir de prendre son pouvoir en récompense, en lui accordant une nouvelle capacité spéciale, ou de prendre une récompense de boulons ou une amélioration passive aléatoire à la place.

## Trame
L'histoire du jeu suit Nina, une fille en armure armée d'un blaster puissant, et Ace, un garçon en armure pourvu d'une épée d'énergie, au lendemain d'un soulèvement robotique. Voyageant de leur base sur l'Arche, une station spatiale en orbite autour de la Terre, ils ont été embauchés pour nettoyer des endroits dangereux infestés de robots déchaînés.

## Développement
20XX a commencé à être développé après une campagne de financement participatif sur Kickstarter au printemps 2014, lorsque le jeu s'appelait Echoes of Eridu. Après un financement réussi, le jeu a rejoint le programme Fire Hose Games et est apparu dans l'Indie Megabooth à Penny Arcade Expo 2015.
Le jeu était le premier jeu commercial du développeur Chris King, et son développement était motivé par la conviction que c'était sa dernière chance de faire une chose aussi risquée que le développement de jeux sans famille à soutenir, comme il était à la fin de la vingtaine. L'idée derrière le jeu était due que Capcom avait cessé de faire suffisamment de titres Mega Man, et que lui et d'autres fans souhaitaient plus de jeux du même type de gameplay.
Le développeur s'est principalement concentré sur la sensation du jeu et le faire fonctionner de manière similaire à Mega Man. L'aspect le plus difficile dans le développement du jeu était le débogage de son netcode qui permettait de jouer en ligne.
Chris estime que le programme Early Access de Steam était essentiel au développement du jeu, et "ne pouvait pas imaginer" le publier sans lui.

## Musique
La bande originale du jeu a été composée par Brandon "Cityfires" Ellis et comprend des éléments de chiptune et de synthétiseur pour marquer la ressemblance à celle d'un jeu de Super Nintendo.

## Accueil
20XX a été bien accueilli par les fans et la presse des jeux. Adam Smith de Rock, Paper, Shotgun a déclaré que le jeu « avait l'air fantastique ».

## Voir également
- Mega Man X
- Mighty No. 9